# Santos Futebol Clube (Paraíba)
Santos Futebol Clube é uma agremiação esportiva de João Pessoa, capital do estado da Paraíba, fundada a 9 de setembro de 1949.
Entre 2005 e 2021, permaneceu licenciado das competições promovidas pela FPF, quando se inscreveu para disputar o Campeonato Paraibano da Terceira Divisão. Suas cores são as mesmas do seu homônimo mais famoso (preto e branco), e manda seus jogos no Estádio José Américo de Almeida Filho, além de possuir um CT próprio no bairro do Geisel (região sul da capital paraibana).

## História
Fundado por Jonatas Figueiredo de Souza, Renato Queiroz Fernandes e José Walter Marinho Marsicano (conhecido por Tereré), o Santos disputou o Campeonato Paraibano pela primeira vez em 1954. Foram 39 anos consecutivos na primeira divisão (recorde que durou até 2013, quando o Botafogo alcançou 40 participações seguidas) até 1992, quando caiu para a Segunda Divisão estadual no ano seguinte. Seu primeiro - e único - título como profissional foi justamente no segundo escalão do futebol paraibano, em 1996.
A última participação do Santos na primeira divisão paraibana foi em 1997, caindo juntamente com o Nacional de Cabedelo, com quem havia sido rebaixado em 1992. Disputou a Segunda Divisão em 1998, perdendo uma das vagas de acesso para o Serrano, que liderou a primeira fase da competição, e foi o lanterna da segunda fase, com apenas 1 ponto. Disputou ainda as edições de 2001 e 2005 da Segunda Divisão, e desde então, o clube afastou-se do futebol profissional, mantendo suas categorias de base. Ensaiou um retorno em 2020 para jogar a segunda divisão, que não foi realizada em decorrência da pandemia de COVID-19.
Em 2021, se inscreveu para jogar o Campeonato Paraibano da Terceira Divisão após 16 anos longe das competições promovidas pela FPF, tendo o ex-atacante Beto como treinador. A campanha do Tigre de Jampa foi a pior da competição, com 2 derrotas, um gol marcado e 9 sofridos. Não se inscreveu para a edição seguinte e, em 2023, chegou a ser incluído entre os participantes da Terceira Divisão, substituindo o Miramar. Em novembro do mesmo ano, o Santos anunciou sua desistência alegando falta de patrocínio.

## Títulos

### Estaduais
| Estaduais | Estaduais                              | Estaduais | Estaduais  |
|           | Competição                             | Títulos   | Temporadas |
| --------- | -------------------------------------- | --------- | ---------- |
|           | Campeonato Paraibano - Segunda Divisão | 1         | 1996       |